# 波特兰湾 (加拿大)
波特兰湾（英語：Portland Inlet）位于加拿大不列颠哥伦比亚省西部，太平洋海岸，迪克森海峡和查塔姆湾（Chatham Sound）的延伸部分，长40公里，宽13公里。东北与瞭望台湾和波特兰峡湾（Portland Canal）相连，纳斯河于东端注入波特兰湾。1793年英国海军军官乔治·温哥华以波特兰公爵的封号命名。